# Sovramonte
Sovramonte (velenceiül Soramonte vagy Soramont) település Olaszországban, Veneto régióban, Belluno megyében. Lakosainak száma 1296 fő (2023. január 1.). Sovramonte Canal San Bovo, Feltre, Fonzaso, Imer, Lamon, Mezzano és Pedavena községekkel határos.

## Népesség
A település lakossága az elmúlt években az alábbi módon változott:
| Lakosok száma | 1431 | 1425 | 1296 |
|               | 2017 | 2018 | 2023 |